# Mirakl
 (avril 2021).
La mise en forme du texte ne suit pas les recommandations de Wikipédia : il faut le « wikifier ».
Les points d'amélioration suivants sont les cas les plus fréquents. Le détail des points à revoir est peut-être précisé sur la page de discussion.
- Les titres sont pré-formatés par le logiciel. Ils ne sont ni en capitales, ni en gras.
- Le texte ne doit pas être écrit en capitales (les noms de famille non plus), ni en gras, ni en italique, ni en « petit »…
- Le gras n'est utilisé que pour surligner le titre de l'article dans l'introduction, une seule fois.
- L'italique est rarement utilisé : mots en langue étrangère, titres d'œuvres, noms de bateaux, etc.
- Les citations ne sont pas en italique mais en corps de texte normal. Elles sont entourées par des guillemets français : « et ».
- Les listes à puces sont à éviter, des paragraphes rédigés étant largement préférés. Les tableaux sont à réserver à la présentation de données structurées (résultats, etc.).
- Les appels de note de bas de page (petits chiffres en exposant, introduits par l'outil «  Source ») sont à placer entre la fin de phrase et le point final[comme ça].
- Les liens internes (vers d'autres articles de Wikipédia) sont à choisir avec parcimonie. Créez des liens vers des articles approfondissant le sujet. Les termes génériques sans rapport avec le sujet sont à éviter, ainsi que les répétitions de liens vers un même terme.
- Les liens externes sont à placer uniquement dans une section « Liens externes », à la fin de l'article. Ces liens sont à choisir avec parcimonie suivant les règles définies. Si un lien sert de source à l'article, son insertion dans le texte est à faire par les notes de bas de page.
- La présentation des références doit suivre les conventions bibliographiques. Il est recommandé d'utiliser les modèles {{Ouvrage}}, {{Chapitre}}, {{Article}}, {{Lien web}} et/ou {{Bibliographie}}. Le mode d'édition visuel peut mettre en forme automatiquement les références.
- Insérer une infobox (cadre d'informations à droite) n'est pas obligatoire pour parachever la mise en page.

Pour une aide détaillée, merci de consulter Aide:Wikification.
Si vous pensez que ces points ont été résolus, vous pouvez retirer ce bandeau et améliorer la mise en forme d'un autre article.
Mirakl est un éditeur de logiciel français créé en 2011 par Philippe Corrot et Adrien Nussenbaum.

## Présentation
Mirakl est une entreprise française, en activité depuis 2012. Entreprise spécialisée dans l'édition logicielle, elle organise sa croissance autour du développement d'une solution de commerce en ligne destinée aux distributeurs et aux acteurs du B2B,. Elle est implantée à Paris, Londres, Munich, Barcelone, New-York, Boston, Singapour et en Australie. En 2022, Mirakl a ouvert un bureau à Tokyo.
Son principal produit est Mirakl Marketplace Platform, plateforme délivrée en mode SaaS et qui permet à tout acteur de créer sa propre place de marché.
En 2022, Mirakl a procédé au rachat de la société Target2Sell. Elle a également développé des solutions de paiement et de publicité (Retail Média) dédié au e-commerce,.
L’entreprise a été la première startup française à dévoiler des résultats financiers en 2021 déclarant avoir dépassé 100 millions de dollars de revenus récurrents annuels. En 2022, elle déclare avoir des revenus récurrents de 135 millions de dollars. En 2023, elle précise avoir atteint la rentabilité sur son produit phare et généré plus de 160 millions de dollars de revenus récurrents.

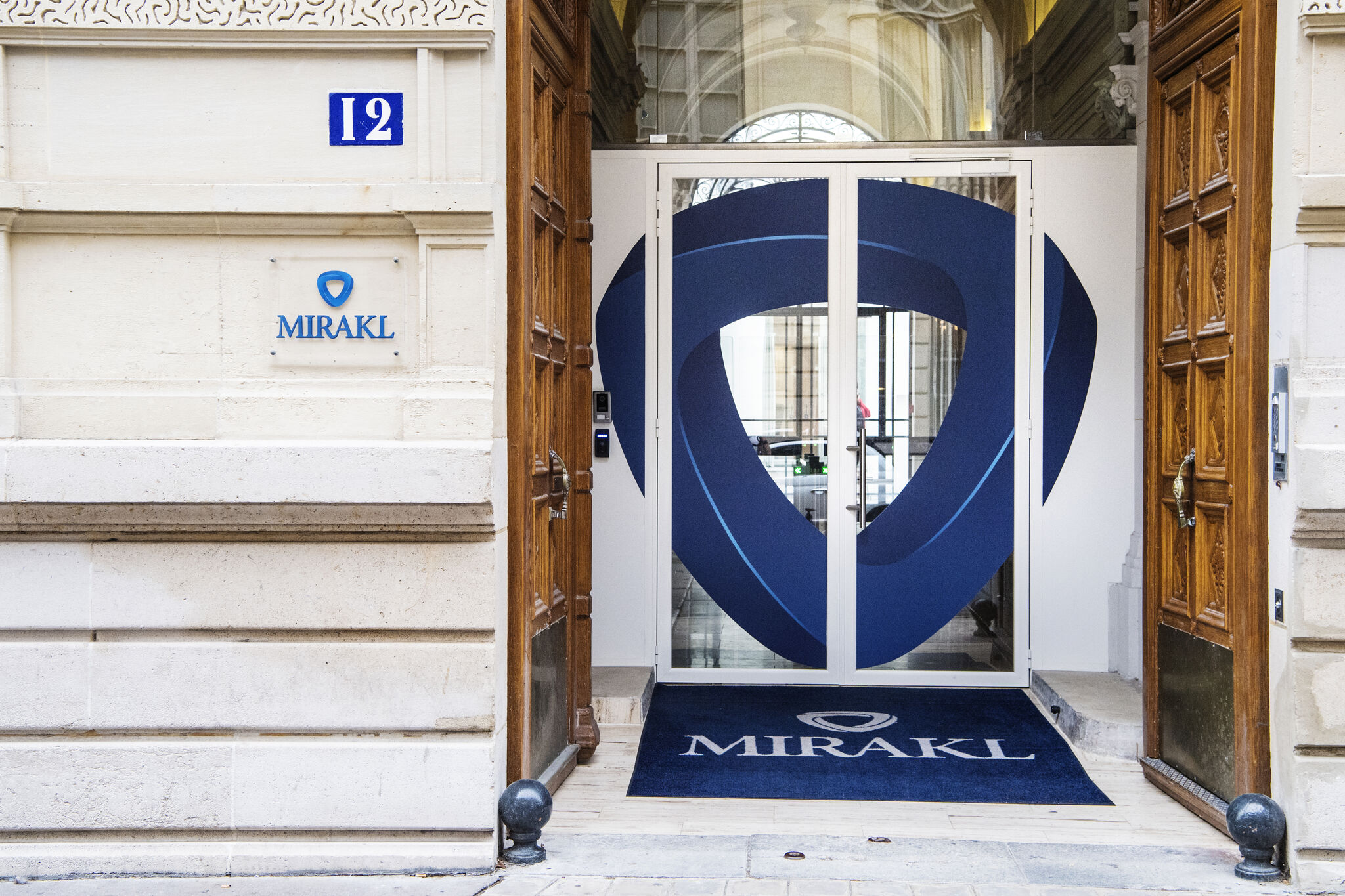
Entrée du bureau de Paris de Mirakl au 12 rue de Lübeck

## Historique
En 2005, Philippe Corrot et Adrien Nussenbaum cofondent Splitgames, un site de vente en ligne en Marketplace, où les membres peuvent vendre et s'échanger des jeux vidéo. Il sera racheté en novembre 2008 par la Fnac. Philippe Corrot et Adrien Nussenbaum travaillent alors à développer l'activité Marketplace de l'enseigne et la dirigent pendant trois ans. Ils quittent la Fnac et créent Mirakl en 2012.
En février 2015, la société publie son premier baromètre sur les Marketplaces avec Sorgem et IBM. 55 clients sont revendiqués dans 11 pays différents. La même année, la société est reconnue comme l'un des leaders mondiaux des places de marché du commerce électronique, une position amplifiée par la suite,,,.
En 2019, Mirakl lance Mirakl Connect, une plateforme pour mettre en relation l'écosystème des marketplaces. Mirakl a été nommé une première fois au sein de l'Index Next40 de la Mission French Tech en 2020, à la suite de sa levée de fonds de 300 millions de dollars lui permettant devient la 10ème licorne française.
En 2021, elle réalise alors la seconde plus grosse levée de fonds française en levant 555 millions de dollars pour une valorisation supérieure à 3,5 milliards de dollars et réalise l'acquisition d'Octobat, spécialiste de l'automatisation des factures.
En 2022, elle acquiert Target2Sell, société spécialisée dans la personnalisation de sites e-commerce et lance son produit Mirakl Payout.
En 2023, Mirakl a généré plus de 8,6 milliards de dollars de volume d'affaires sur ses plateformes et a annoncé le lancement de son produit de Retail Media (publicité sur les sites e-commerce) en s'appuyant notamment sur un partenariat avec Havas.

### Levées de fonds et valorisation
| Date       | Série   | Montant levé (millions de dollars) | Investisseur principal                                        | Valorisation        |
| ---------- | ------- | ---------------------------------- | ------------------------------------------------------------- | ------------------- |
| 16/11/2012 | Série A | $2.5M                              | Elaia                                                         |                     |
| 22/07/2015 | Série B | $20M                               | 83North, Felix Capital                                        |                     |
| 28/02/2019 | Série C | $70M                               | Bain Capital Ventures                                         |                     |
| 22/09/2020 | Série D | $300M                              | Permira                                                       | Supérieure à $1,5Md |
| 21/09/2021 | Série E | $555M                              | Silverlake                                                    | Supérieure à $3,5Md |
| 01/08/2023 | Dette   | $100M                              | BNP Paribas, HSBC, Natixis, Société Générale, JP Morgan Chase |                     |

### Acquisitions
- En 2021, Mirakl annonce le rachat d'Octobat, startup française spécialisée dans l’automatisation de factures pour les entreprises[7].
- En 2022, Target2Sell, spécialiste français de la personnalisation des sites e-commerce est racheté par Mirakl[9]

### Revenus & volume d'affaires
| Année | Volume d'affaires généré (milliards de dollars) | Revenus Récurrents Annuels - ARR (millions de dollars) |
| ----- | ----------------------------------------------- | ------------------------------------------------------ |
| 2021  |                                                 | $100m                                                  |
| 2022  | $6 Md                                           | $135m                                                  |
| 2023  | $8,6 Md                                         | $160m                                                  |
| 2024  | $11,2 Md                                        | $177m                                                  |

En 2023, Mirakl a annoncé avoir atteint la rentabilité sur son produit historique, Mirakl Marketplace Platform

## Clients
Son activité se répartit entre l'Europe (40%), l'Amérique du Nord (40%) et le reste du monde (20%). Elle facture à ses clients un pourcentage du chiffre d'affaires de leurs places de marché.
Mirakl compte plus de 450 clients dont notamment : Carrefour, Macy's, Leroy Merlin, Decathlon ou encore Maisons du Mondedans le secteur de la distribution. Dans le secteur du B2B elle compte parmi ses clients : Airbus Helicopters, Sonepar, Toyota Material Handlings ou encore Mitsubshi.

## Concurrents
- Octopia
- Izberg
- VTEX Commerce Cloud